# Бенсен, Дональд Рональд
Дональд Рональд Бенсен (англ. Donald Ronald Bensen; 3 октября 1927 года — 1997) — американский издатель и писатель-фантаст. Иногда упоминается как «R. D. Bensen».
Наиболее его известной работой является роман в жанре альтернативной истории «And Having Writ…», опубликованная впервые компанией Bobbs-Merill.
Дональд Р. Бенсен был утверждён редактором Pyramid Publications в 1957 году, а потом редактором Berkely Publishing Corporation в Нью-Йорке. Он также работал совместно с Mystery Writers of America. Бенсена пригласили, когда в США переиздавались в мягком переплёте работы П. Г. Вудхауза.

### Серия про следопыта
- Mask of the Tracker (1992)
- The Renegade (1992)
- Death in the Hills (1992)
- Fool's Gold (1992)
- Final Mask (1993)
- Deathwind (1993)

### Антологии
- The Unknown (1963)